# 16. říjen
16. říjen je 289. den roku podle gregoriánského kalendáře (290. v přestupném roce). Do konce roku zbývá 76 dní.

## Události

### Česko
- 1306 – Rudolf Habsburský byl zvolen po smrti posledního Přemyslovce českým králem.
- 1423 – V Praze začal svatohavelský sněm, jednání umírněných husitských šlechticů a Pražanů o spojenectví s českými katolíky s cílem zastavit vítězný postup Žižkova vojska.
- 1583 – Praha se stala sídelním městem Rudolfa II., kde žil až do roku 1612.
- 1848 – Posádka pevnosti Leopoldov vyhlásila za uherské revoluce loajalitu uherské vládě a vzdala se.
- 1931 – Premiéra filmu To neznáte Hadimršku, komedie s Vlastou Burianem v režii Karla Lamače.
- 1944 – Bombardéry USAAF provedly nálet na Škodovy závody a železnici v Plzni.
- 1964 – Premiéra filmu Starci na chmelu, prvního a patrně i nejznámějšího českého filmového muzikálu, natočeného režisérem Ladislavem Rychmanem. V hlavních rolích Vladimír Pucholt a Ivana Pavlová.
- 1965 – Premiéra filmu Limonádový Joe aneb Koňská opera, osobité parodie westernu na motivy knihy Jiřího Brdečky, kterou natočil režisér Oldřich Lipský.
- 1972 – V Praze ukončen provoz trolejbusů, a to na poslední lince č. 51 (Stadion Strahov – Orionka).
- 1984 – Při sestupu z Mount Everestu zahynul horolezec Jozef Psotka, jenž se o den dříve stal spolu se Zoltánem Demjánem prvním Čechoslovákem na vrcholu nejvyšší hory světa.
- 2008 – V Praze vypukl požár na výstavišti v Holešovicích, čímž bylo zničeno levé křídlo Průmyslového paláce.
- 2014 – V muničním skladu ve Vrběticích na Zlínsku zahynuli při výbuchu 50 tun munice dva lidé.
- 2017 – Ředitel České filharmonie David Mareček podepsal pětiletou smlouvu s novým šéfdirigentem Semjonem Byčkovem.

### Svět
- 1813 – Začala bitva národů u Lipska, v níž se Francouzi v čele s Napoleonem Bonapartem střetli se spojenými armádami Rakouska, Ruska, Pruska a Švédska.
- 1846 – Americký lékař William Morton poprvé na veřejnosti úspěšně použil při operaci anestezii.
- 1917 – Masaryk v Petrohradě dokončil první verzi své knížky Nová Evropa s podtitulem Stanovisko slovanské
- 1918
  - Ve Washingtonu vznikla Washingtonská deklarace, základní dokument československého zahraničního odboje, nazvaný Prohlášení nezávislosti československého národa. Formulovala zásady občanských svobod, vnitřní i zahraniční politiky a státní systém budoucího Československa.
  - Císař Karel I. vydal manifest Mým věrným národům rakouským, jenž proklamoval federalizaci Rakouska.
- 1940 – Druhá světová válka: založeno Varšavské ghetto.
- 1946 – Deset válečných zločinců druhé světové války, odsouzených v Norimberském procesu, bylo oběšeno.
- 1962 – Prezidentu USA J. F. Kennedymu bylo oznámeno rozmístění sovětských raket na Kubě. Začala Kubánská krize.
- 1970 – Anwar Sadat zvolen egyptským prezidentem.
- 1978 – V pořadí již 264. papežem se stal krakovský arcibiskup Karol Józef Wojtyła. Zvolil si jméno Jan Pavel II.
- 2016
  - parlamentní volby v Černé Hoře
  - Byla zahájena bitva o irácké město Mosul, která trvala téměř 9 měsíců.

## Narození

### Česko

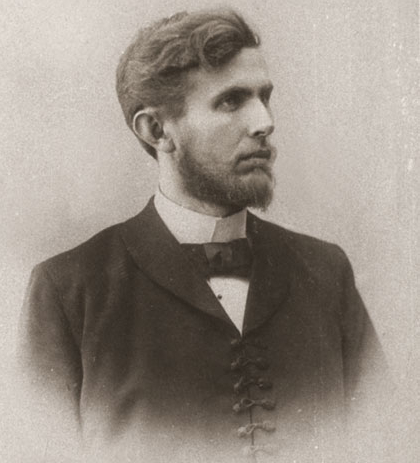
Václav Klement (* 1868)

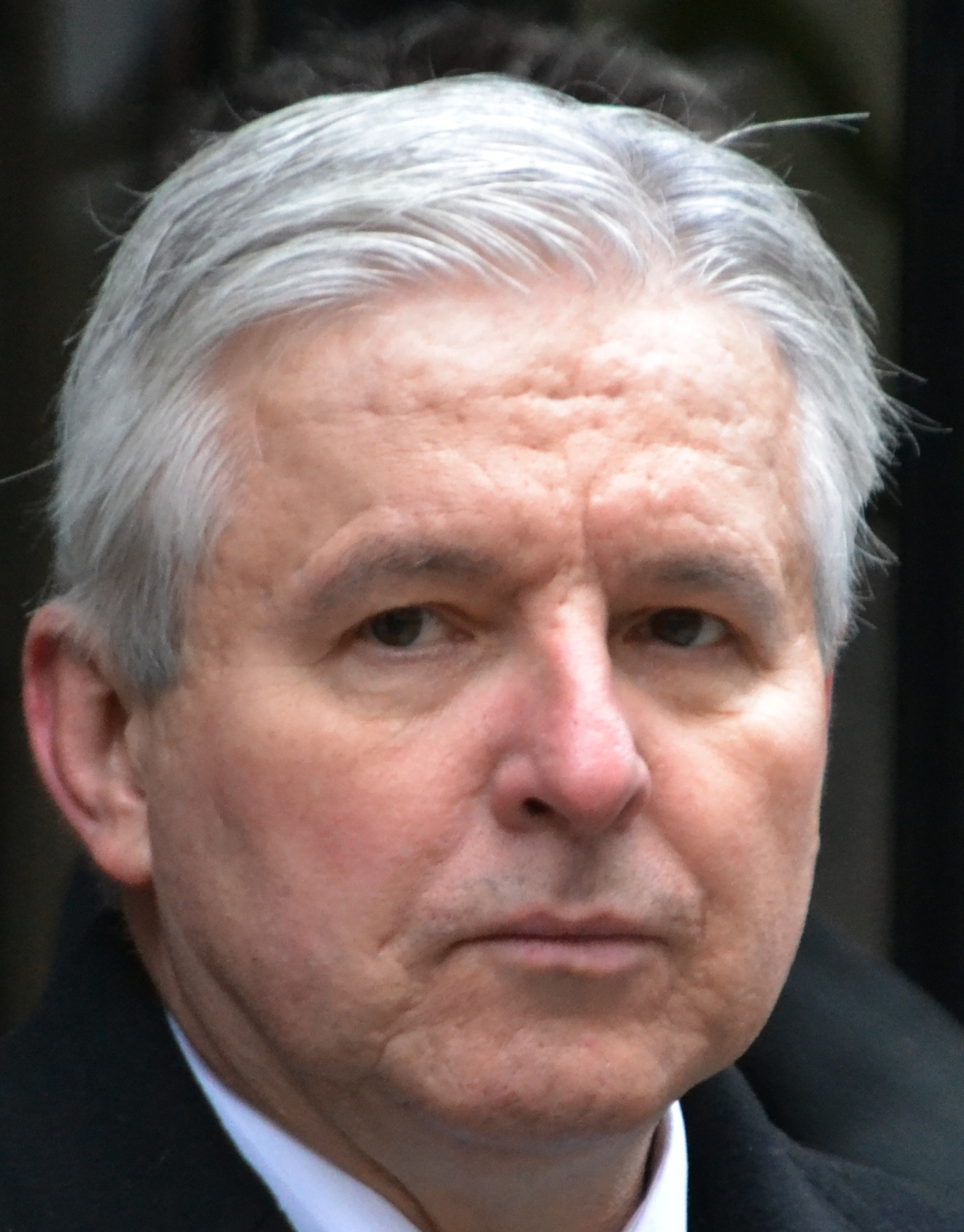
Jiří Rusnok (* 1960)

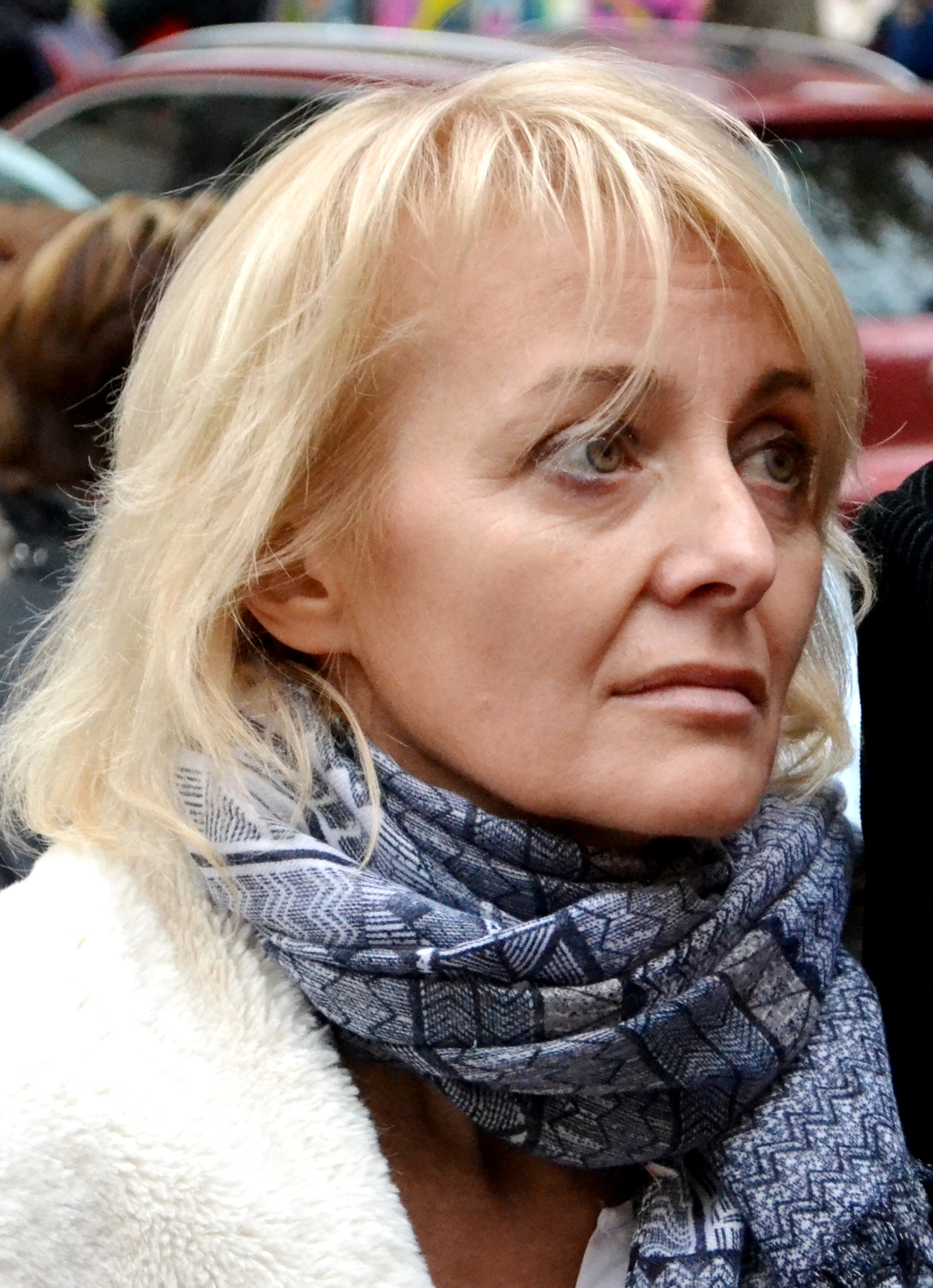
Veronika Žilková (* 1961)

- 1456 – Ludmila z Poděbrad, dcera Jiřího z Poděbrad a jeho manželky Johany z Rožmitálu († 20. ledna 1503)
- 1804 – Ignác Řivnáč, kněz, vlastenec, sběratel obrazů († 23. srpna 1874)
- 1813 – František Xaver Škorpík, moravský kněz a vlastenec († 12. ledna 1890)
- 1818 – Alexander Dreyschock, klavírista a hudební skladatel († 1. dubna 1869)
- 1836 – Jiljí Jarolímek, báňský inženýr († 22. února 1886)
- 1840 – Josef Truhlář, knihovník, literární historik, překladatel († 14. února 1914)
- 1842 – Meinrad Siegl, opat kláštera v Oseku u Duchcova († 6. listopadu 1911)
- 1846 – Jiří Pražák, odborník na rakouské správní a ústavní právo († 1905)
- 1868 – Václav Klement, knihkupec, zakladatel automobilky Laurin a Klement († 12. srpna 1938)
- 1875 – František Černý, houslista a hudební skladatel (†  26. srpna 1943)
- 1878 – Franz Karl Reichelt, průkopník parašutismu († 4. února 1912)
- 1894 – Bohumil Kučera, právník a diplomat († 2. dubna 1980)
- 1902 – Bohumil Tureček, architekt († 28. dubna 1982)
- 1903 – Vladimír Šmeral, divadelní a filmový herec († 15. března 1982)
- 1904 – Viktor Boháč, odbojář a národněsocialistický politik († 12. července 1984)
- 1907
  - František Adámek, bankovní úředník a archeolog († 8. listopadu 1989)
  - Josef Hons, spisovatel († 26. února 2001)
- 1908 – Josef Filgas, rozhlasový reportér, fejetonista a spisovatel († 11. března 1981)
- 1915 – Jiří Bečka, orientalista, spisovatel a překladatel († 21. prosince 2004)
- 1916 – Hugo Rosák, plochodrážní jezdec († 5. srpna 1982)
- 1917 – Václav Kaňkovský, herec († 27. dubna 1987)
- 1919
  - Bohuslav Burian, kněz, oběť komunistického teroru († 29. dubna 1959)
  - Miroslav Řihošek, atlet, dálkař a trojskokan († 8. února 1997)
- 1921 – Stanislav Lachman, designér († 5. února 2011)
- 1924
  - Zdeněk Půček, ministr hutnictví a těžkého průmyslu ČSSR († 30. července 1986)
  - Miroslav Pangrác, sochař a malíř († 19. června 2012)
- 1936 – Karel Vítek starší, herec
- 1941 – Oldřich Škácha, dokumentární fotograf († 29. března 2014)
- 1944
  - Ctibor Turba, herec nonverbálního divadla, mim, scenárista, pedagog a režisér
  - Jindřich Šilhán, astronom a pedagog († 10. dubna 2000)
- 1945 – Pavel Varvařovský, veřejný ochránce práv
- 1946 – Josef Hojdar, politik
- 1947 – Vratislav Vaníček, historik
- 1956 – Jaroslav Tůma, varhaník, klavírista, cembalista, pedagog
- 1960 – Jiří Rusnok, předseda úřednické vlády České republiky
- 1961 – Veronika Žilková, herečka
- 1971 – Ondřej Sokol, herec, režisér a moderátor
- 1990 – Jiří Burýšek, novinář, youtuber a autor webu Bez faulu

### Svět

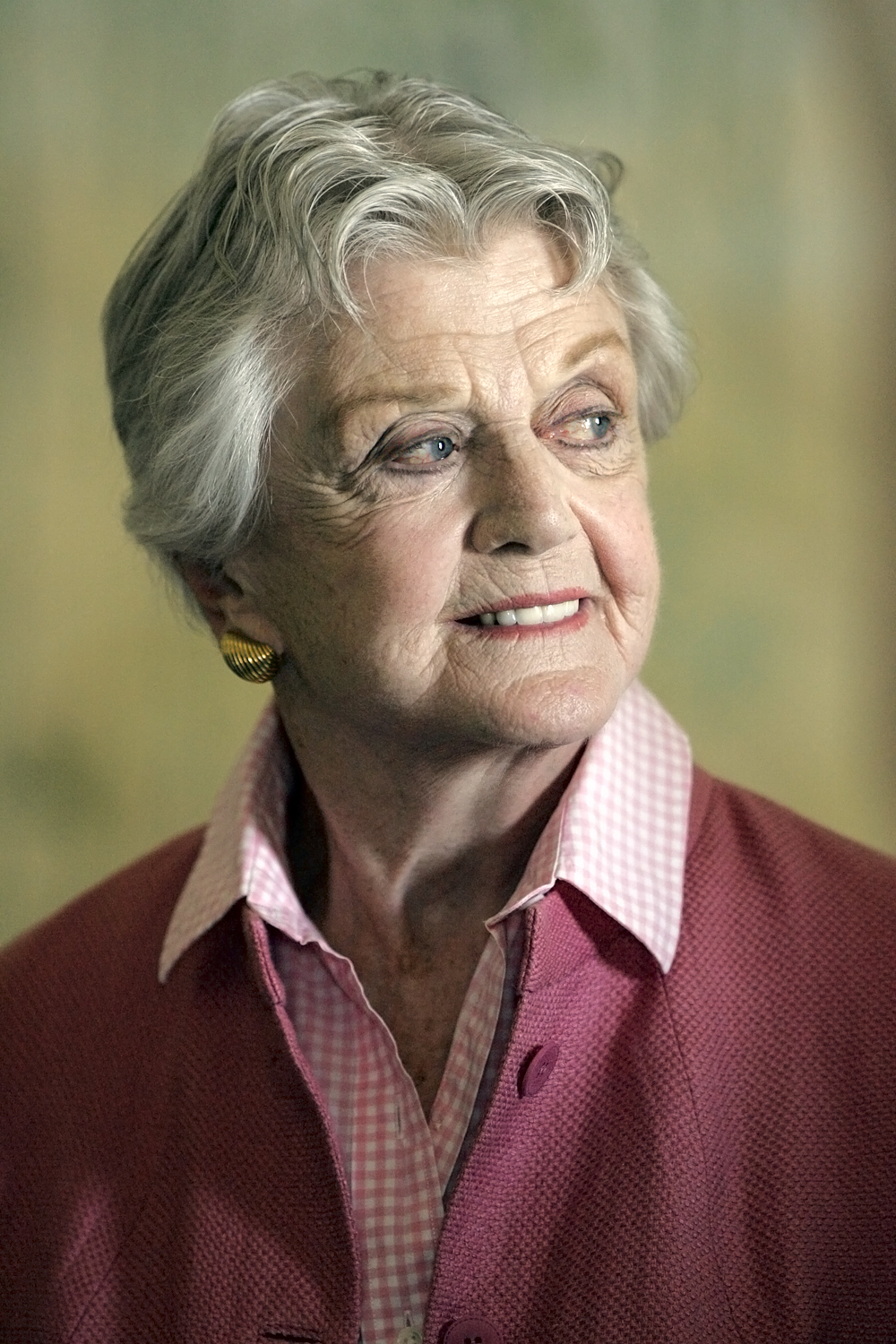
Angela Lansburyová (* 1925)

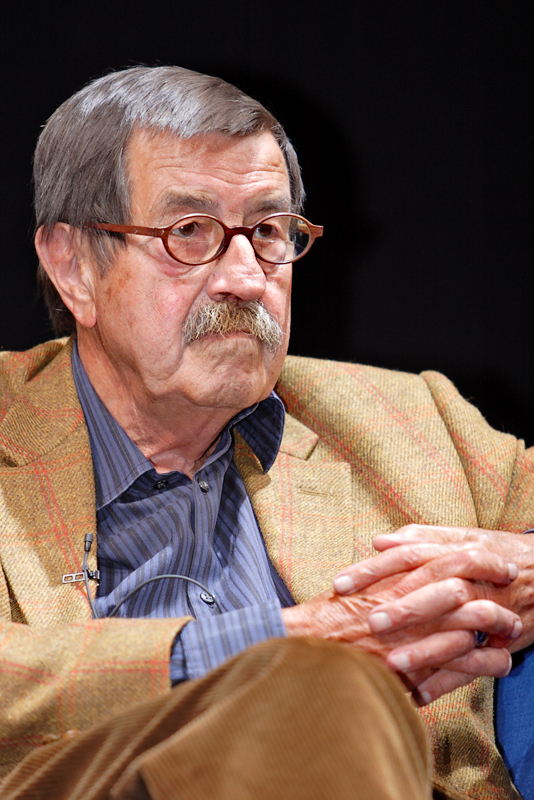
Günter Grass (* 1927)

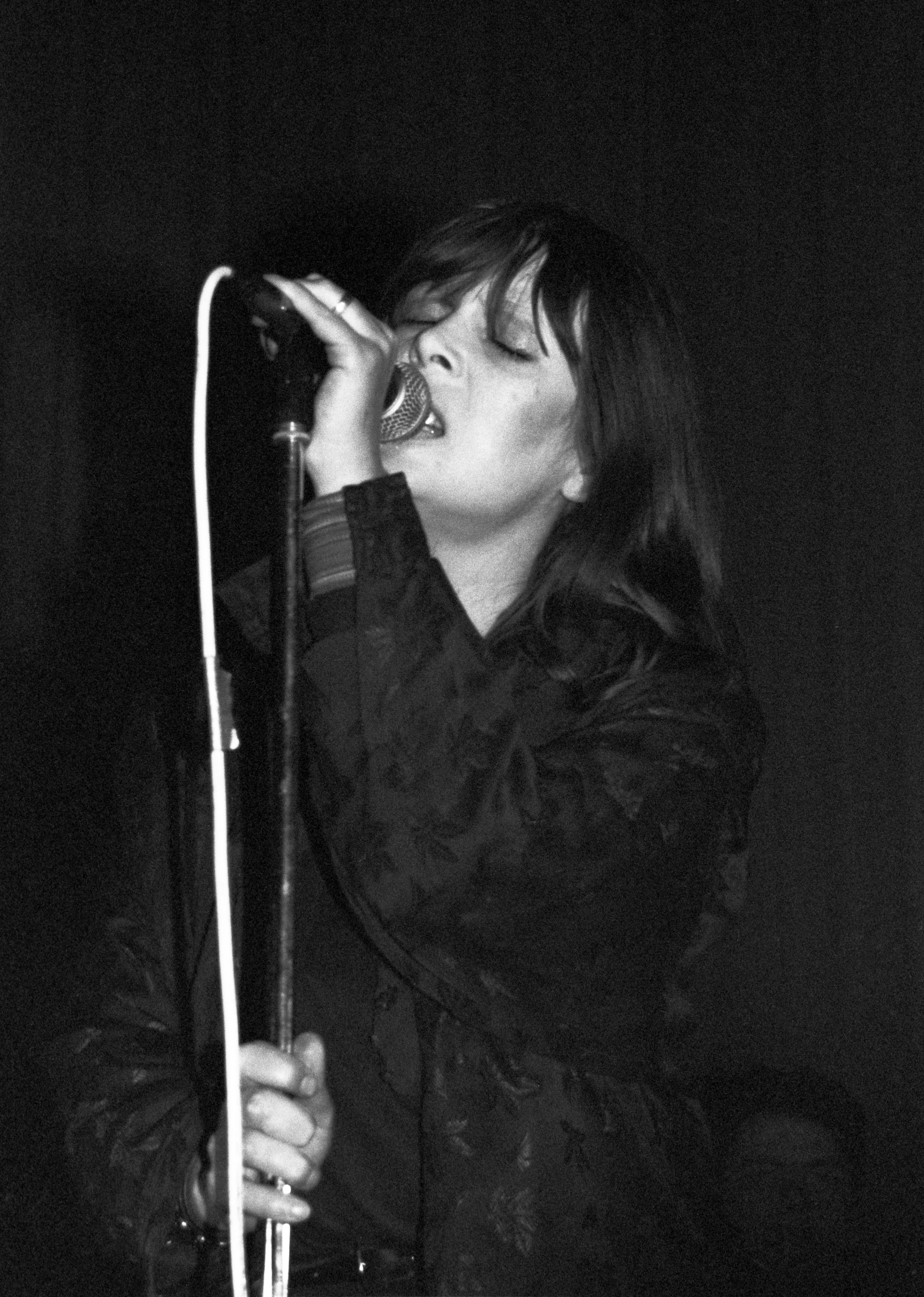
Nico (* 1938)

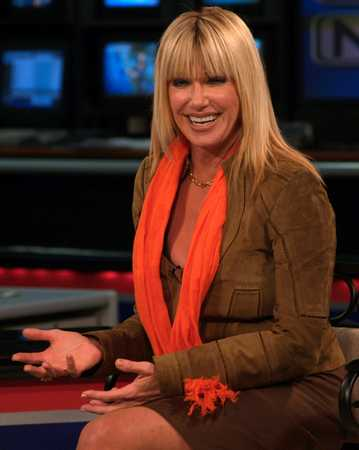
Suzanne Somersová (* 1946)

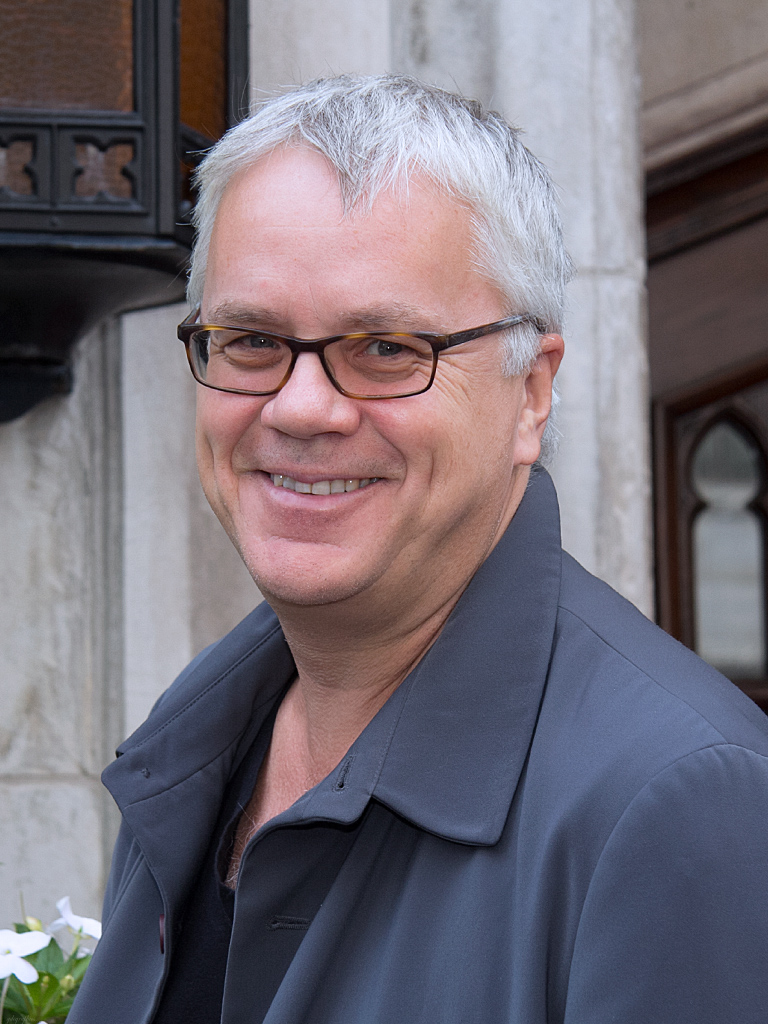
Tim Robbins (* 1958)

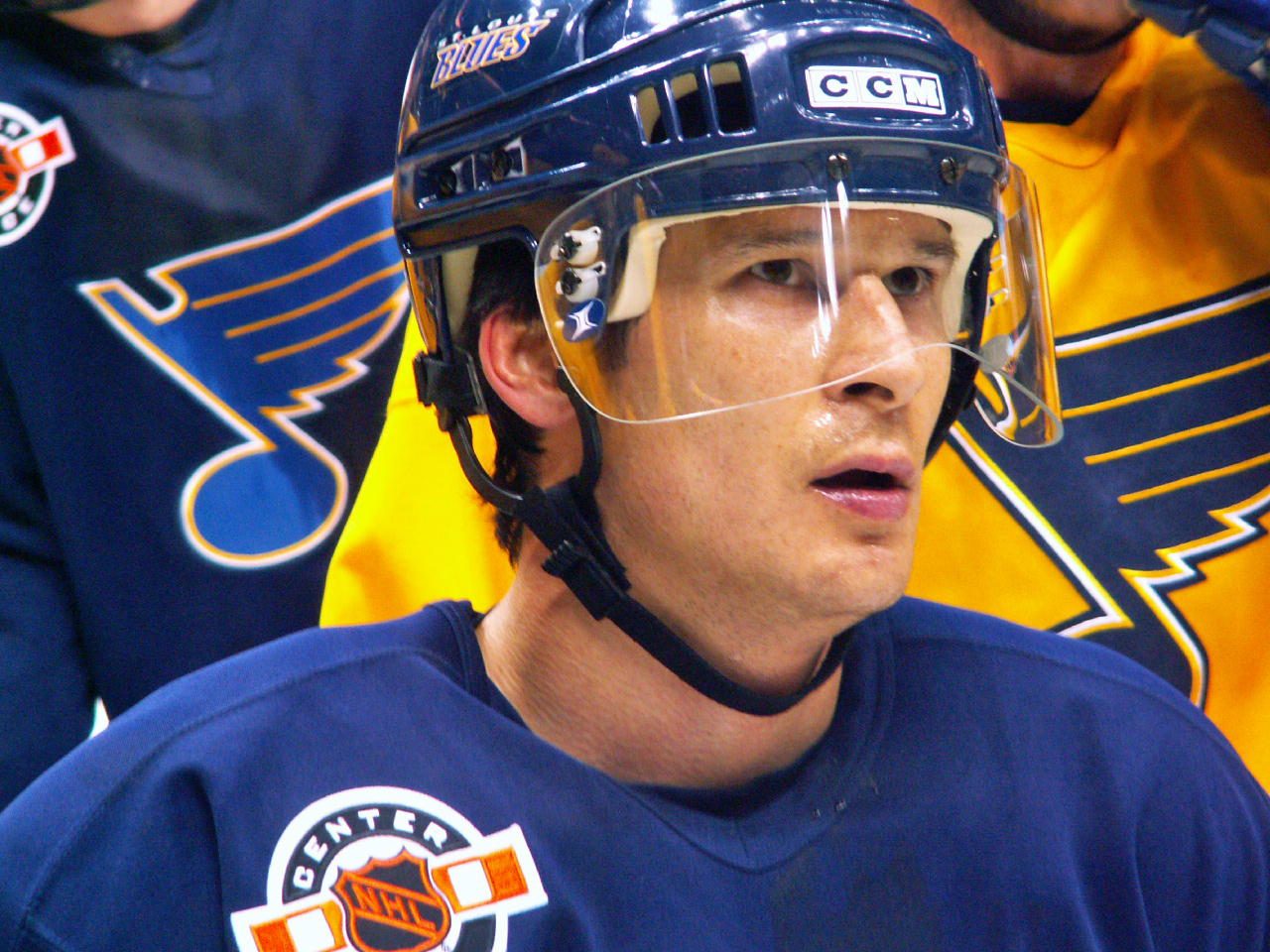
Paul Kariya (* 1974)

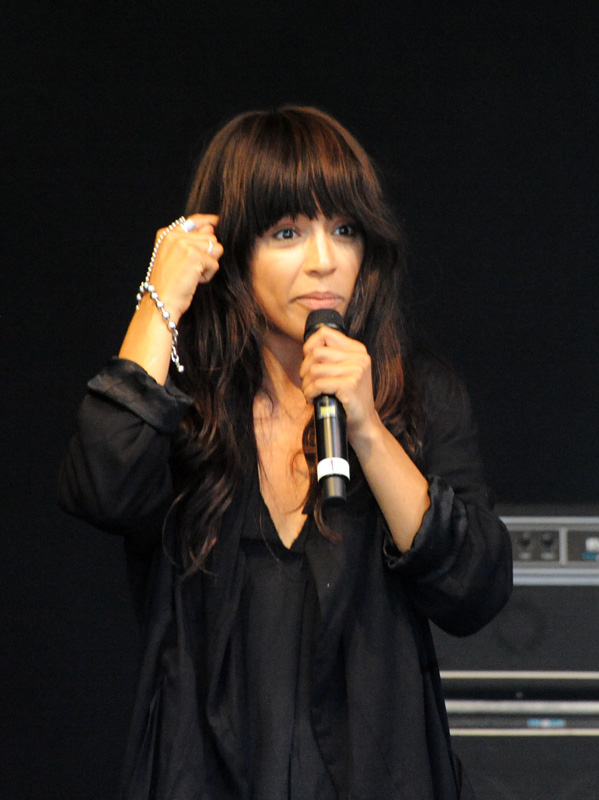
Loreen (* 1983)

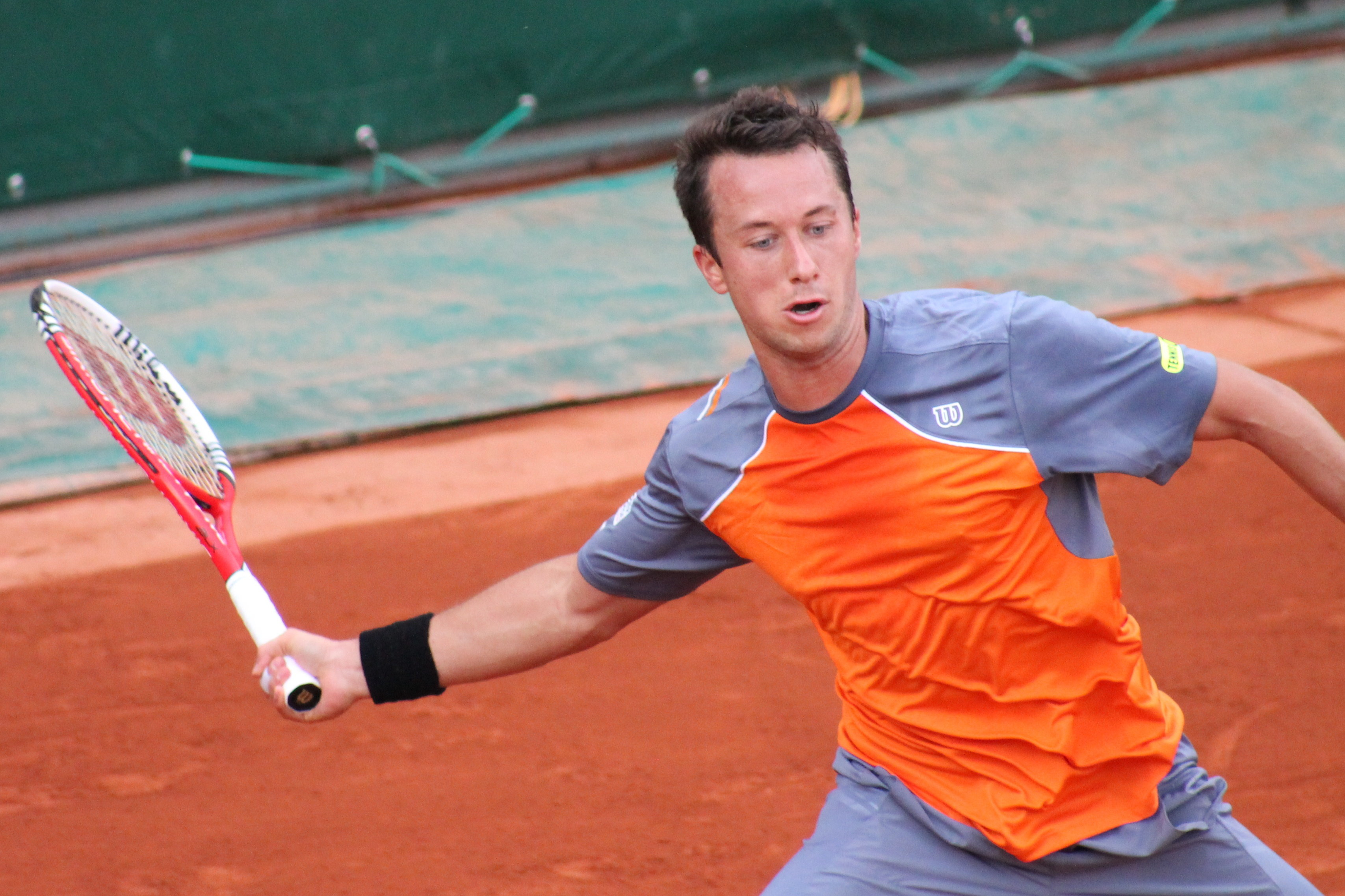
Philipp Kohlschreiber (* 1983)

- 1430 – Jakub II. Skotský, král skotský († 3. srpna 1460)
- 1663 – Evžen Savojský, generalissimus rakouských Habsburků († 24. dubna 1736)
- 1708 – Albrecht von Haller, švýcarský anatom, fyziolog, botanik a básník († 12. prosince 1777)
- 1710 – Andrej Hadik, uherský hrabě a rakouský polní maršál († 12. března 1790)
- 1726 – Daniel Chodowiecki, německý grafik a malíř († 7. února 1801)
- 1729 – Pierre Van Maldere, belgický houslista a skladatel († 1. listopadu 1768)
- 1751 – Frederika Luisa Hesensko-Darmstadtská, pruská královna († 25. února 1805)
- 1758 – Noah Webster, americký lexikograf († 28. května 1843)
- 1765 – Frédéric Duvernoy, francouzský hornista a skladatel († 19. července 1838)
- 1801 – Josip Jelačić, chorvatský generál a bán († 20. ledna 1859)
- 1803
  - Robert Stephenson, britský konstruktér lokomotiv a stavitel železnic († 12. října 1859)
  - Karl Schorn, německý malíř († 7. října 1850)
- 1816 – Antoine Béchamp, francouzský biolog, chemik, fyzik, lékař a farmaceut († 31. března 1908)
- 1827 – Arnold Böcklin, švýcarský výtvarník († 16. ledna 1901)
- 1830 – Ľudovít Kubáni, slovenský spisovatel, dramatik a literární kritik († 30. listopadu 1869)
- 1841 – Hirobumi Itó, ministerský předseda Japonska († 26. října 1909)
- 1843 – Émile Delahaye, francouzský průkopník automobilismu († 1. června 1905)
- 1847 – Marie Pia Savojská, portugalská královna († 5. července 1911)
- 1848 – Francis Darwin, britský botanik († 19. září 1925)
- 1854 – Oscar Wilde, irský spisovatel († 30. listopadu 1900)
- 1863
  - Austen Chamberlain, anglický státník, nositel Nobelovy ceny míru († 17. března 1937)
  - Augustín Fischer-Colbrie, biskup košický († 17. května 1925)
- 1867 – Ferdynand Hoesick, polský nakladatel, spisovatel a literární historik († 13. dubna 1941)
- 1868 – Franz von Epp, německý generál († 31. prosince 1946)
- 1878
  - Jean Agélou, francouzský fotograf († 2. srpna 1921)
  - Maxey Long, americký sprinter, olympijský vítěz († 4. března 1959)
- 1881 – Vilhelm Buhl, premiér Dánska († 18. prosince 1954)
- 1882 – Xawery Czernicki, polský admirál zavražděný v Katyni († ? 1940)
- 1884 – Zinovij Peškov, francouzský generál a diplomat ruského původu († 27. listopadu 1966)
- 1885 – Dorando Pietri, italský maratónec († 7. února 1942)
- 1886 – David Ben Gurion, první izraelský premiér († 1. prosince 1973)
- 1888 – Eugene O'Neill, americký spisovatel, nositel Nobelovy ceny za literaturu († 27. listopadu 1953)
- 1890
  - Michael Collins, irský politik a revolucionář, jeden ze zakladatelů IRA († 22. srpna 1922)
  - Maria Goretti, italská světice a mučednice († 6. července 1902)
  - Paul Strand, americký fotograf a kameraman českého původu († 31. března 1976)
- 1903 – Big Joe Williams, americký bluesový hudebník († 17. prosince 1982)
- 1906
  - Cleanth Brooks, americký literární teoretik († 10. května 1994)
  - Dino Buzzati, italský spisovatel († 28. ledna 1972)
  - Alois Weiss, nacistický popravčí v Praze († 26. února 1969)
- 1907 – Roger Vailland, francouzský spisovatel († 12. května 1965)
- 1908 – Enver Hodža, albánský komunistický diktátor († 11. dubna 1985)
- 1912 – Ján Michalko, slovenský evangelický duchovní, generální biskup, publicista, teolog a vysokoškolský pedagog († 10. prosince 1990)
- 1914 – Muhammad Záhir Šáh, afghánský král 1933–1973 († 23. července 2007)
- 1918
  - Tony Rolt, britský pilot Formule 1 († 6. února 2008)
  - Louis Althusser, francouzský filozof († 22. října 1990)
- 1920 – Miroslav Brozman, slovenský lékař-patolog a vysokoškolský pedagog († 22. dubna 1993)
- 1925
  - Andrej Mojžiš, slovenský herec († 4. února 2020)
  - Angela Lansburyová, britská herečka a zpěvačka († 11. října 2022)
- 1927
  - Günter Grass, německý spisovatel, Nobelova cena za literaturu († 13. dubna 2015)
  - Ray Johnson, americký výtvarník († 13. ledna 1995)
- 1930
  - John Polkinghorne, britský částicový fyzik († 9. března 2021)
  - Dan Pagis, izraelský básník († 29. července 1986)
- 1936 – Andrej Čikatilo, ruský sériový vrah a kanibal († 14. února 1994)
- 1938 – Nico, německá hudebnice, zpěvačka, herečka, modelka a skladatelka († 18. července 1988)
- 1939
  - Amancio Amaro, španělský fotbalový záložník († 21. února 2023)
  - Gerold Späth, švýcarský spisovatel
- 1942 – Jan Novák, československý dálkový plavec slovenské národnosti a politik
- 1943 – Fred Turner, kanadský baskytarista a zpěvák, člen skupiny Bachman–Turner Overdrive
- 1944
  - Noëlle Châtelet, francouzská spisovatelka a herečka
  - Ivan Popovič, slovenský režisér, scenárista, spisovatel, animátor, výtvarník
- 1946
  - Carlos Ott, uruguayský architekt žijící v Kanadě
  - Wolfgang Rübsam, německý varhaník
  - Suzanne Somersová, americká herečka († 15. října 2023)
  - Hannes Rossacher, rakouský filmový producent a režisér
- 1947
  - Bob Weir, americký hudebník, skladatel, zpěvák a kytarista
  - David Zucker, americký filmový režisér
- 1949
  - Peter Berger, německý veslař, olympijský vítěz
  - David Greenwalt, americký televizní producent, režisér a scenárista
- 1950 – Viktor Raščupkin, sovětský olympijský vítěz v hodu diskem
- 1952 – Hannes Rossacher, rakouský filmový producent a režisér
- 1953
  - Tony Carey, americký klávesista
  - Paulo Roberto Falcão, brazilský fotbalista a trenér
  - George Scott III, americký baskytarista († 5. srpna 1980)
- 1954 – Corinna Harfouch, německá herečka
- 1956 – James Hansen Newman, americký astronaut
- 1957 – Guntars Krasts, premiér Lotyšska
- 1958 – Tim Robbins, americký herec, scenárista, režisér, producent a muzikant
- 1959 – Erkki-Sven Tüür, estonský hudební skladatel
- 1962
  - Flea, baskytarista skupiny Red Hot Chili Peppers
  - Dmitrij Chvorostovskij, ruský operní pěvec, barytonista († 22. listopadu 2017)
- 1964 – Roman Stantien, slovenský hokejista
- 1967 – Albin Julius, rakouský hudebník († 4. května 2022)
- 1968 – Marcel Băban, rumunský fotbalista
- 1972 – Darius Kasparaitis, ruský hokejista
- 1974 – Paul Kariya, kanadský hokejista
- 1976 – Marius Colucci, francouzský herec
- 1981 – Caterina Scorsone, kanadská herečka
- 1982 – Frédéric Michalak, francouzský ragbista
- 1983
  - Philipp Kohlschreiber, německý tenista
  - Loreen, švédská zpěvačka
- 1984 – Shayne Ward, britský zpěvák
- 1985 – Verena Sailerová, německá atletka
- 1989 – Dan Biggar, velšský ragbista
- 1993 – Frank Acheampong, ghanský fotbalový záložník
- 1995 – Theo McFarland, samojský ragbista
- 1996 – Alena Kočebajevová, ruská horolezkyně
- 1997 – Charles Leclerc, pilot Formule 1
- 1999 – Melissa Vargas, turecká volejbalistka

## Úmrtí

### Česko

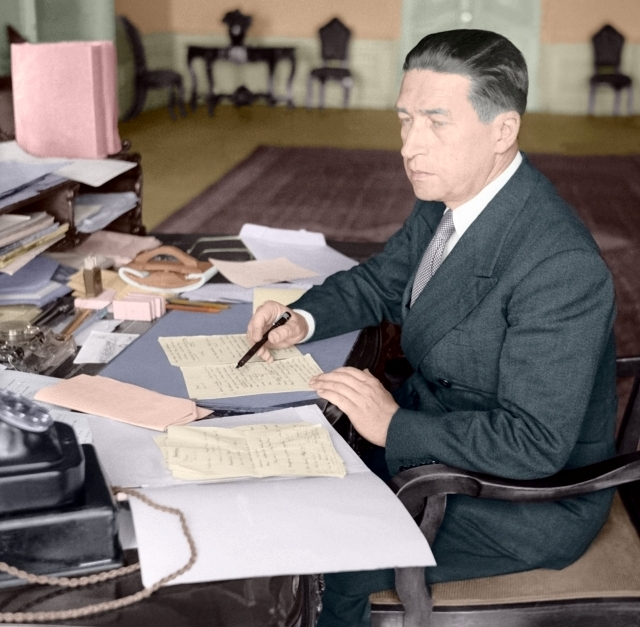
Prokop Drtina († 1980)

- 1239 – Přemysl, moravský markrabě a nejmladší syn Přemysla Otakara I. (* 1209)
- 1676 – Adam Václav Michna z Otradovic, hudební skladatel a básník (* 30. června 1600)
- 1701 – Jan Jakub Weingarten, právník (* 1629)
- 1768 – Jan Křtitel Antonín Boháč, lékař a přírodovědec (* 14. června 1724)
- 1811 – Jan Václav Prchal, pozdně barokní sochař (* 17. dubna 1744)
- 1834 – Jan Bechyna, vrah a domnělý hudební skladatel (* 1810)
- 1887 – Gustav Adolf Lindner, pedagog (* 11. března 1828)
- 1899 – Josef Václav Krejča, novinář, prozaik, básník, dramatik a překladatel (* 30. prosince 1869)
- 1914 – Jaromír Čelakovský, právní historik a politik (* 21. března 1846)
- 1915 – Josef Bernat, kanovník Katedrální kapituly u sv. Štěpána v Litoměřicích (* 5. září 1835)
- 1921 – Vincenc Ševčík, československý kněz a politik (* 21. února 1862)
- 1932 – Rudolf Popler, dostihový jezdec (* 29. května 1899)
- 1934 – Adolf Prokůpek, československý politik (* 11. ledna 1868)
- 1952 – Bohumil Boček, generál (* 4. listopadu 1894)
- 1967 – František Xaver Margold, malíř a restaurátor (* 5. července 1887)
- 1969 – Florian Zapletal, historik umění, novinář a voják (* 10. června 1884)
- 1974 – Vlasta Děkanová, gymnastka, stříbrná medaile na LOH 1936 v Berlíně (* 5. září 1909)
- 1980 – Prokop Drtina, právník a politik (* 13. dubna 1900)
- 1983 – Zdeněk Brdlík, malíř, ilustrátor a grafik (* 30. dubna 1929)
- 1984 – Jiří Jelínek, malíř, jazzový trumpetista (* 6. července 1922)
- 1985 – Václav Formánek, teoretik, estetik a historik umění (* 23. března 1922)
- 1986 – Antonín Houba, československý hokejový reprezentant (* 27. května 1909)
- 1988 – Stanislav Sigmund, rozhlasový sportovní komentátor (* 12. září 1921)
- 1993 – Jindřich Fairaizl, publicista a režisér, spisovatel (* 14. června 1934)
- 2022 – Josef Somr, herec (* 15. dubna 1934)

### Svět

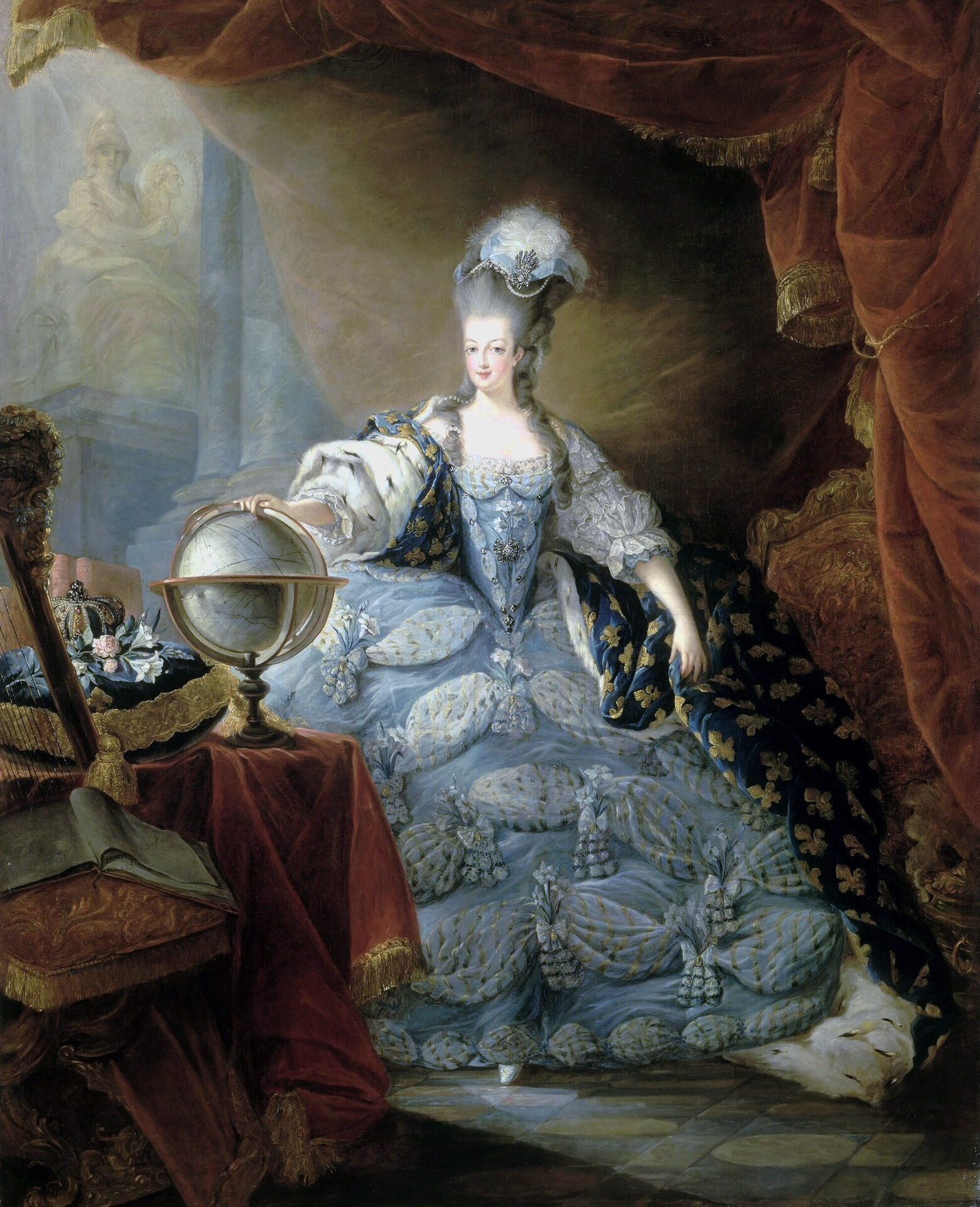
Marie Antoinetta († 1793)

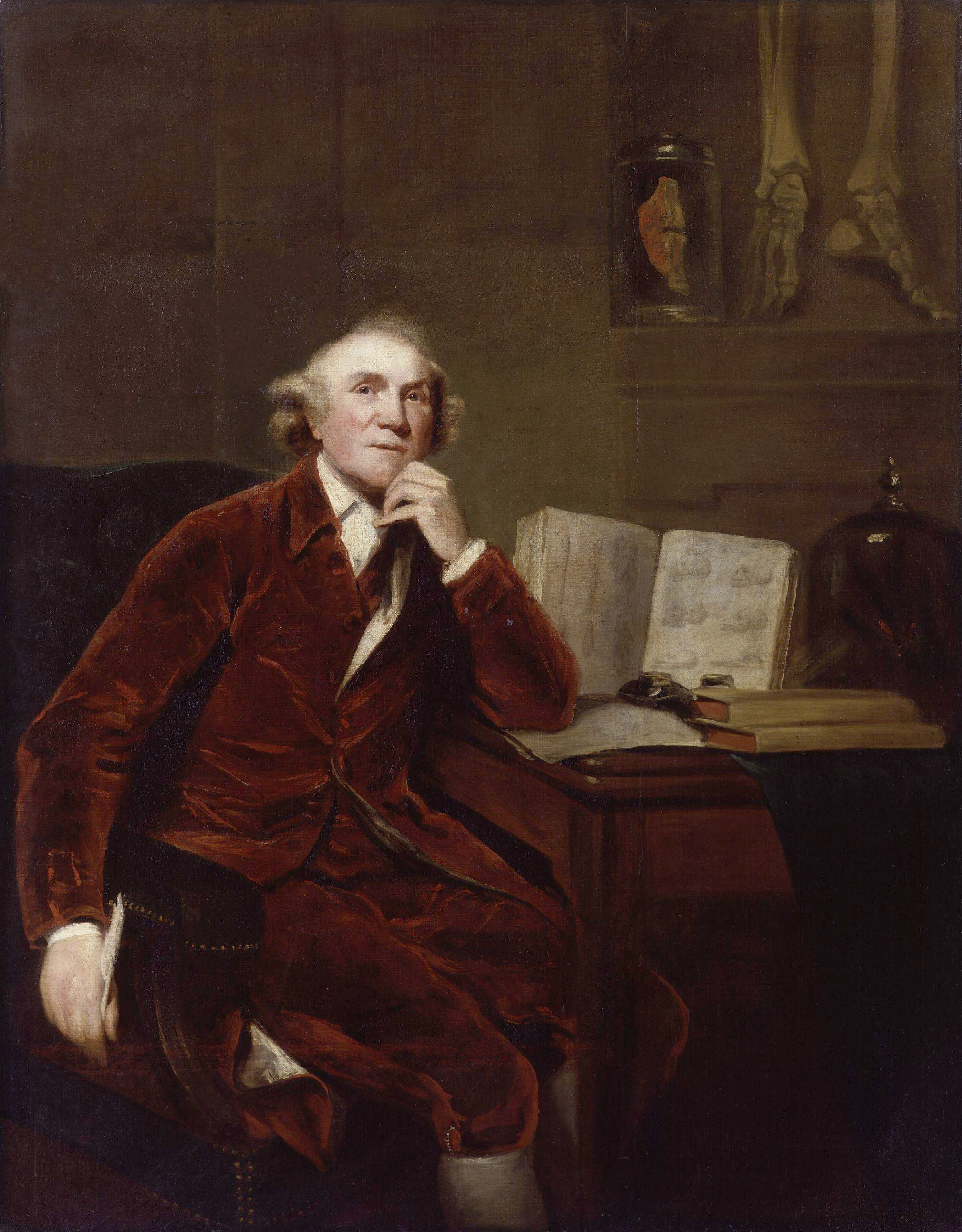
John Hunter († 1793)

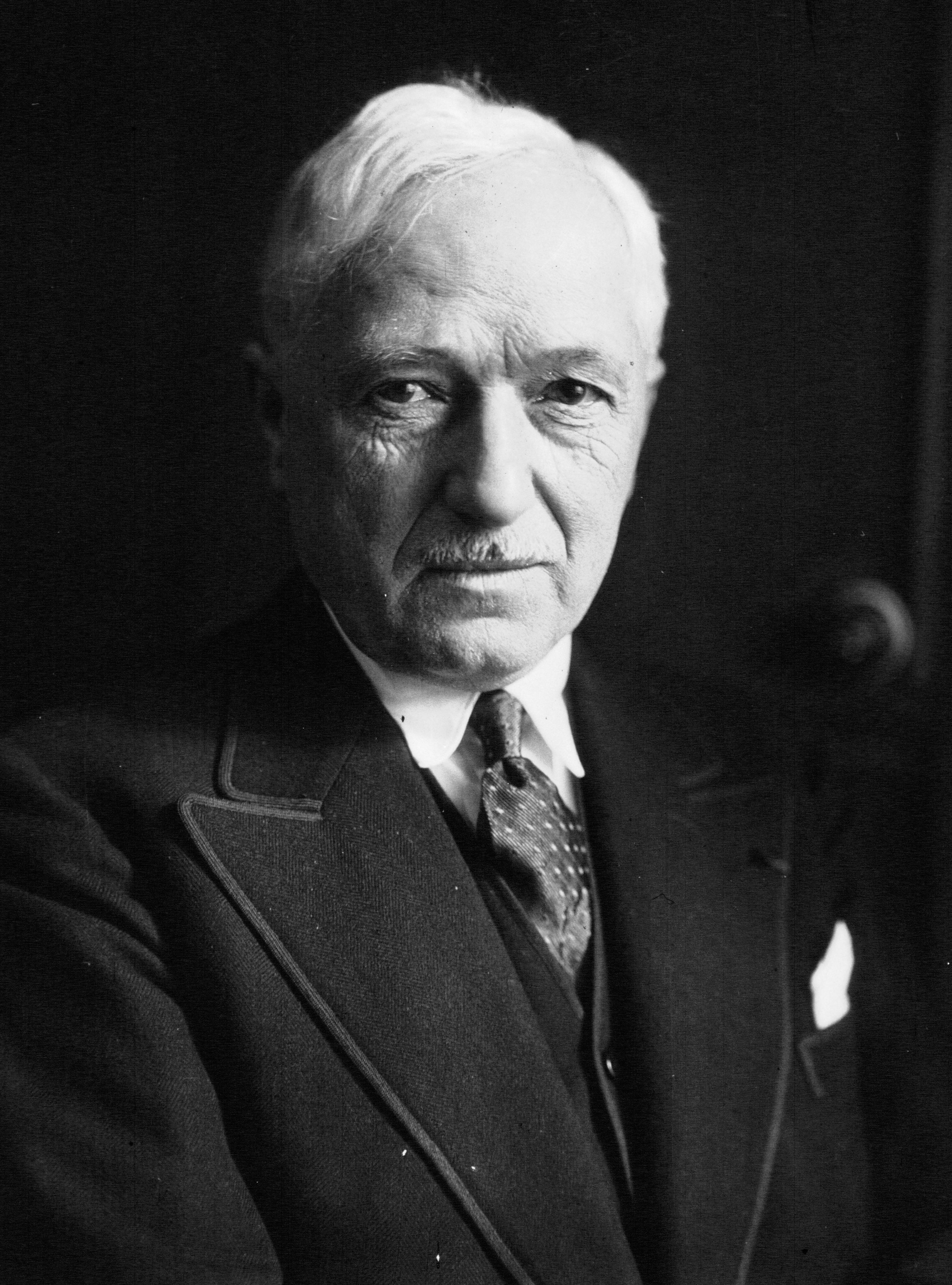
Jules Rimet († 1956)

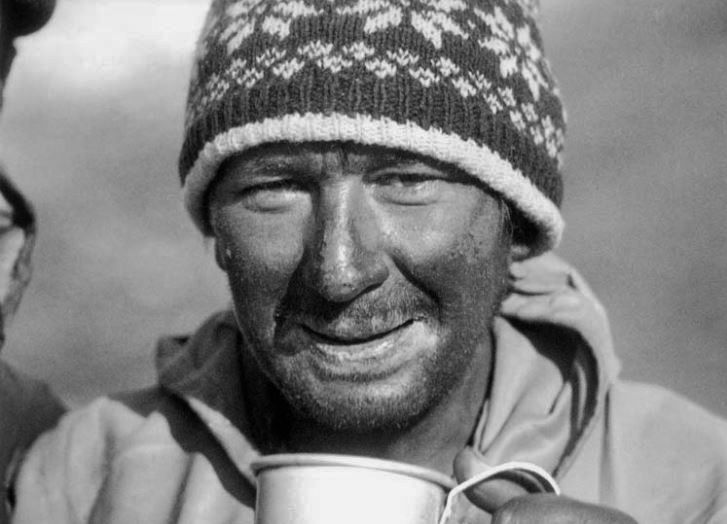
Jozef Psotka († 1984)

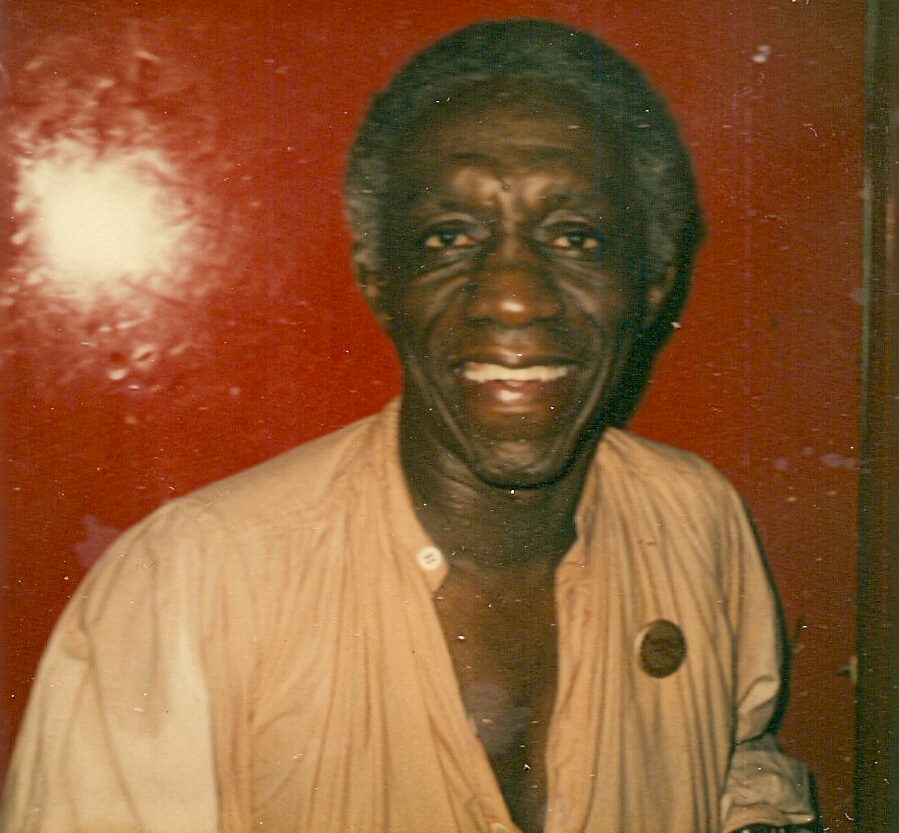
Art Blakey († 1990)

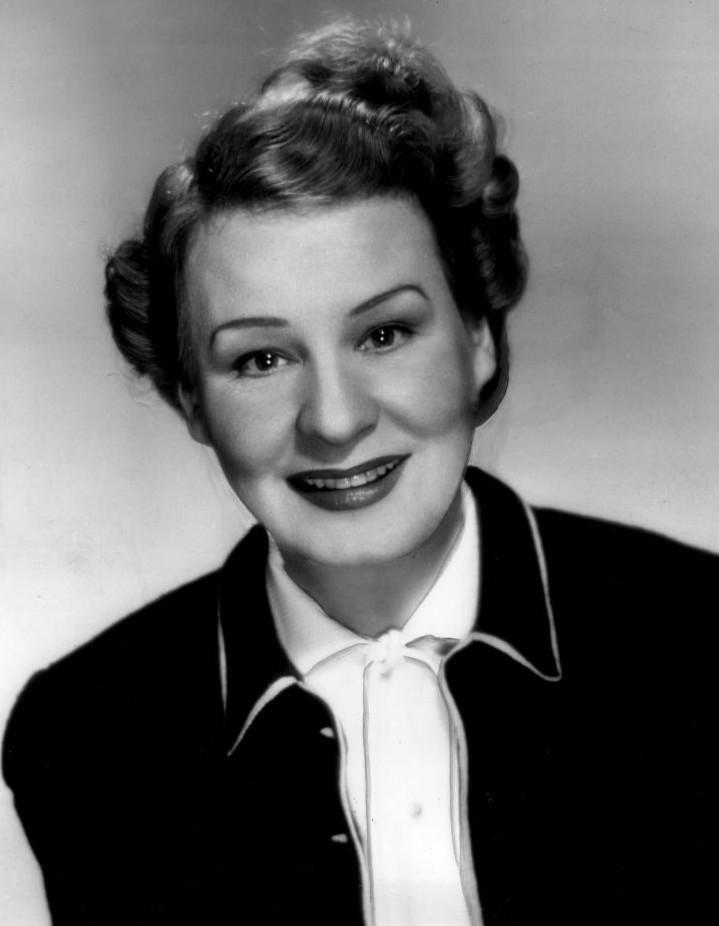
Shirley Booth († 1992)

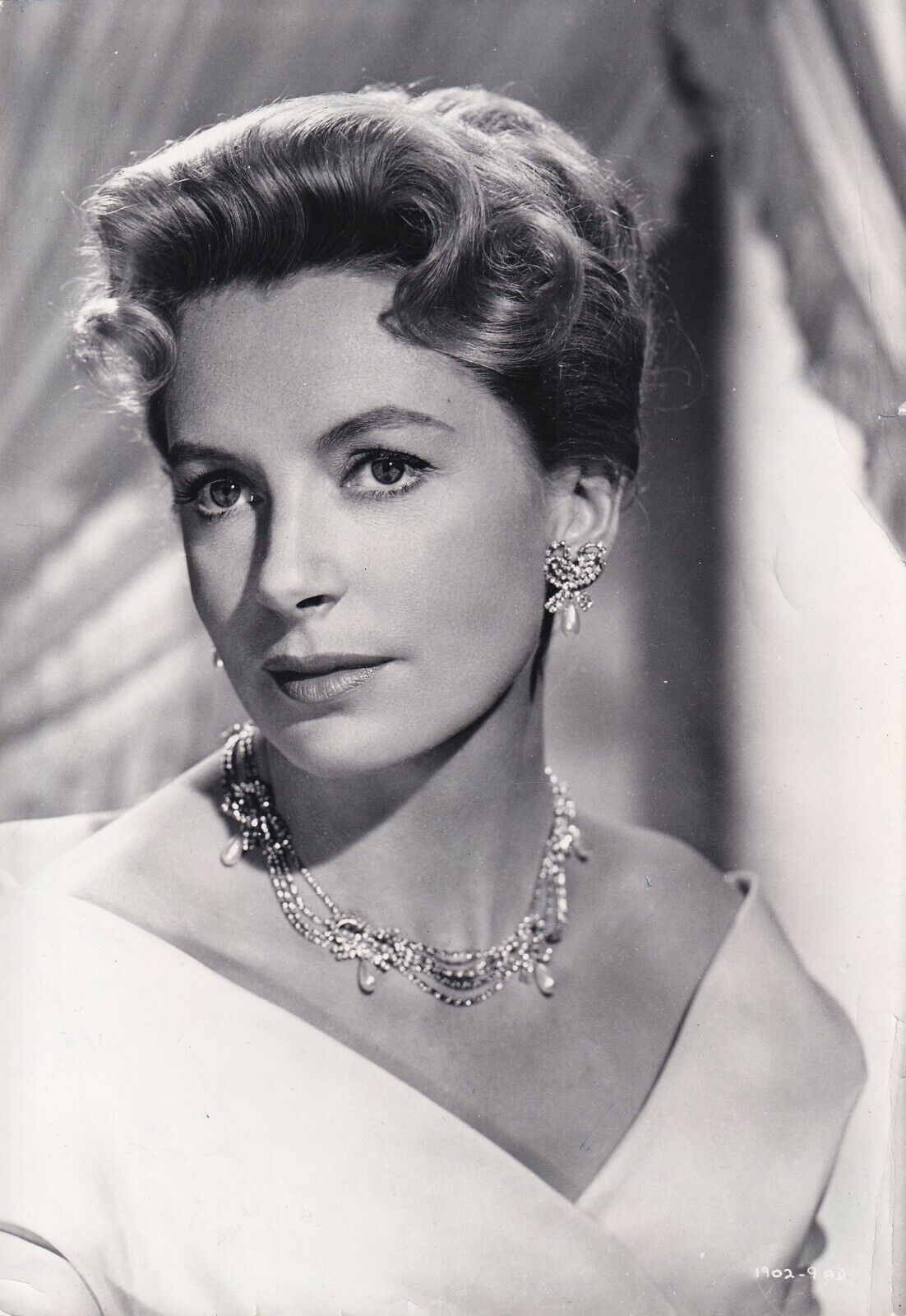
Deborah Kerr († 2007)

- 0976 – Al-Hakam II., 2. chalífa z dynastie Umajjovců (* 13. ledna 915)
- 1210 – Matylda z Boulogne, brabantská vévodkyně (* 1170)
- 1323 – Amadeus V. Savojský, hrabě savojský (* 1252/1253)
- 1333 – Mikuláš V., vzdoropapež Jana XXII. (* ?)
- 1355 – Ludvík Sicilský, sicilský král (* 4. února 1338)
- 1519 – Şehzade Murad, vnuk osmanského sultána Bayezida II. (* 1495)
- 1523 – Luca Signorelli, italský renesanční malíř (* 1445)
- 1537 – Françoise de Foix, milenka francouzského krále Františka I. (* kolem 1495)
- 1553 – Lucas Cranach starší, německý renesanční malíř (* 4. října 1472)
- 1591 – Papež Řehoř XIV. (* 11. února 1535)
- 1600 – Mikuláš Reimarus Ursus, matematik a astronom na dvoře Rudolfa II. (* 2. února 1551)
- 1621 – Jan Pieterszoon Sweelinck, nizozemský varhaník a hudební skladatel (* 1562)
- 1628 – François de Malherbe, francouzský básník, literární kritik a překladatel (* 1555)
- 1680 – Raimund hrabě Montecuccoli, vojevůdce a vojenský teoretik (* 21. února 1609)
- 1683 – Ondřej Xaver Fromm, německý hudební skladatel, generální vikář litoměřické diecéze (* 1621)
- 1750 – Sylvius Leopold Weiss, německý hudební skladatel a loutnista (* 12. října 1687)
- 1755 – Gerard Majella, italský řeholník a světec (* 6. dubna 1726)
- 1778 – Melusina von der Schulenburg, nemanželská dcera anglického krále Jiřího I. (* 1. dubna 1693)
- 1791 – Grigorij Potěmkin, ruský šlechtic (* 24. září 1739)
- 1793
  - John Hunter, skotský lékař a chirurg, zakladatel moderní patologie (* 13. února 1728)
  - Marie Antoinetta, manželka Ludvíka XVI. (popravena) (* 2. listopadu 1755)
- 1805 – Mihrişah Sultan, manželka osmanského sultána Mustafy III. a matka sultána Selima III. (* 1745)
- 1815 – Franz Dittrich, anatom, patolog, rektor univerzity v Erlangenu († 29. srpna 1859)
- 1873 – Joseph Saxton, americký vynálezce a fotograf (* 22. března 1799)
- 1890 – Auguste Toulmouche, francouzský malíř (* 21. září 1829)
- 1898 – Louis Gallet, francouzský dramatik, libretista a spisovatel (* 14. února 1835)
- 1909 – Jakub Bart-Ćišinski, lužickosrbský spisovatel (* 20. srpna 1856)
- 1913 – Ralph Rose, americký trojnásobný olympijský vítěz ve vrhu koulí (* 17. března 1885)
- 1921 – Ferdinand von Schrott, předlitavský státní úředník, soudce a politik (* 6. listopadu 1843)
- 1925 – Christian Krohg, norský malíř (* 13. srpna 1852)
- 1928 – Gustav Láska, český kontrabasista, hudební skladatel, dirigent, varhaník a malíř (* 23. srpna 1847)
- 1942 – Leopold Pötsch, učitel Adolfa Hitlera (* 18. listopadu 1853)
- 1945 – Berta Zuckerkandlová, rakouská spisovatelka (* 13. dubna 1864)
- 1946 – popraveni:
  - Joachim von Ribbentrop, nacistický ministr zahraničí (* 30. dubna 1893)
  - Alfred Rosenberg, nacistický ideolog (* 12. ledna 1893)
  - Ernst Kaltenbrunner, rakouský nacista (* 4. října 1903)
  - Wilhelm Frick, německý ministr vnitra, říšský protektor Čech a Moravy (* 12. března 1877)
  - Wilhelm Keitel, německý polní maršál, válečný zločinec (* 22. října 1882)
  - Julius Streicher, německý nacistický politik, antisemita (* 12. února 1885)
  - Arthur Seyß-Inquart, rakouský spolkový kancléř, nacista (* 22. července 1892)
  - Alfred Jodl, náčelník operačního štábu německých ozbrojených sil za druhé světové války (* 10. května 1890)
  - Fritz Sauckel, německý nacista a námořník (* 27. října 1894)
  - Hans Frank, vykonavatel holocaustu v Polsku, nacistický válečný zločinec (* 23. května 1900)
- 1951 – Ján Maršalko, československý politik slovenské národnosti (* 27. ledna 1878)
- 1956 – Jules Rimet, dlouholetý prezident FIFA a iniciátor vzniku mistrovství světa ve fotbale (* 14. října 1873)
- 1959 – George Catlett Marshall, americký armádní generál generál a politik (* 31. prosince 1880)
- 1962
  - Helena Karađorđević, srbská princezna, dcera srbského krále Petra I. (* 4. listopadu 1884)
  - Gaston Bachelard, francouzský filosof a spisovatel (* 27. června 1884)
- 1973
  - Emil Voigt, britský olympijský vítěz v běhu na 5 mil (* 31. ledna 1883)
  - Gene Krupa, americký jazzový bubeník (* 15. ledna 1909)
- 1979 – Ján Lichner, československý politik a ministr (* 17. února 1897)
- 1980 – Luigi Longo, italský komunistický politik (* 15. března 1900)
- 1981 – Moše Dajan, izraelský generál a politik (* 20. května 1915)
- 1982 – Hans Selye, kanadský lékař, výzkum stresu (* 26. ledna 1907)
- 1983 – Ernst Kyburz, švýcarský zápasník, zlato na OH 1928 (* 14. srpna 1898)
- 1984 – Jozef Psotka, slovenský horolezec (* 12. února 1934)
- 1989
  - Walter Farley, americký spisovatel (* 26. června 1915)
  - Scott O'Dell, americký spisovatel (* 23. května 1898)
- 1990 – Art Blakey, americký jazzový bubeník (* 11. října 1911)
- 1991
  - Juraj Martvoň, slovenský operní pěvec-barytonista (* 29. června 1921)
  - Boris Papandopulo, chorvatský skladatel a dirigent (* 25. února 1906)
  - Ole Beich, dánský kytarista (* 1. ledna 1955)
- 1992 – Shirley Boothová, americká herečka (* 30. srpna 1898)
- 1996 – Eric Malpass, anglický spisovatel (* 14. listopadu 1910)
- 2003 – László Papp, maďarský boxer (* 25. března 1926)
- 2004 – Pierre Salinger, americký novinář (* 14. června 1925)
- 2006
  - Valentín Paniagua, peruánský právník, politik a prezident Peru (* 23. září 1936)
  - Trebisonda Valla, italská olympijská vítězka v běhu na 80 metrů překážek z roku 1936 (* 20. května 1916)
- 2007
  - Toše Proeski, makedonský zpěvák a hudební skladatel (* 25. ledna 1981)
  - Deborah Kerrová, skotská herečka (* 30. září 1921)
- 2011
  - Dan Wheldon, britský automobilový závodník (* 22. června 1978)
  - Pete Rugolo, americký jazzový aranžér a skladatel (* 25. prosince 1915)
- 2014 – John Spencer-Churchill, 11. vévoda z Marlborough, britský šlechtic a politik (* 13. dubna 1926)
- 2016 – Kigeli V., rwandský král (mwami) (* 29. června 1936)
- 2019 – John Tate, americký matematik (* 13. března 1925)
- 2023 – Martti Ahtisaari, finský prezident, nositel Nobelovy ceny míru (* 23. června 1937)
- 2024 – Liam Payne, anglický zpěvák (* 29. srpna 1993)

## Svátky

### Česko
- Havel, Gál

Katolický kalendář
- Svatá Hedvika
- Svatá Markéta Marie Alacoque

### Svět
- Světový den výživy (Světový den potravin)
- Světový den chleba
- Světový den páteře
- Mezinárodní den proti McDonald’s
- Jamajka: Národní den hrdinů

## Pranostiky

### Česko
- Havel větrem foukává, Voršila (21. 10.) tepla nedává.
- Opadá-li listí do polovice října,
svatý Havel na poli zastaví práci a bude mokrá zima.
- Jaký den Havel ukazuje, taková se zima objevuje.
- Svatý Havel stojí za to, jaké bude příští léto.
- Svatý Havel teplý, svatý Marcel bílý.
- Sucho-li na svatého Havla, bude budoucí rok suchý.
- Havla den když v suchu chodí, ještě teplých dní k nám vodí.
- Suchý Havel oznamuje suché léto.
- Déšť na Havla, déšť na Vánoce.
- Nalévá-li Havel, bude horké léto.
- Na Havla svatého poslední jablko (= brambor) do pytle svého.
- Na svatého Havla kráva obyčejně v chlévě stává.
- Ó, svatý Havle, nechej krávy v chlévě!
- Po svatém havlu kráva ráda v stáji stává.
- Pro Havlovo žito netřeba stavěti stodol.
- Svatý Havel do zelí zajel.

| 16. říjen v pražském KlementinuÚdaje jsou platné k 11. 3. 2025. | 16. říjen v pražském KlementinuÚdaje jsou platné k 11. 3. 2025. | 16. říjen v pražském KlementinuÚdaje jsou platné k 11. 3. 2025. |
| minimum                                                         | denní průměr                                                    | maximum                                                         |
| --------------------------------------------------------------- | --------------------------------------------------------------- | --------------------------------------------------------------- |
| −1,6 °C (1810)                                                  | 10,0 °C (od 1961)                                               | 22,6 °C (2017)                                                  |